# 杜禎
杜禎（？年—？年），字文然，蜀郡成都人。

## 生平
年少時與同郡柳隱、柳伸並知名。仕蜀時曾為諸葛亮推舉為州別駕從事，蜀漢滅亡後仕晉，歷任符節令、梁益二州都督。

## 家庭

### 子
- 杜珍，字伯重，曾任西晉略陽護軍。

### 孫
- 杜弢，字景文。